# Verzorgingsplaats De Gender
Verzorgingsplaats De Gender is een voormalige verzorgingsplaats die lag aan de A67 in de richting Venlo tussen afrit 32 en knooppunt De Hogt nabij Eersel en tegenover verzorgingsplaats Oeienbosch.
De verzorgingsplaats dankte de naam (net als de ernaast gelegen golfclub Gendersteyn) aan het riviertje De Gender dat de A67 kruist.
Halverwege 2003 is deze verzorgingsplaats gesloten.
A1: De Haar · Elsenerveld · Friezenberg · Jool-Hul  
A2: Proostwetering · De Rooijen · Zwartehof · Heezerhut · Aalsterhut  
A4: Leiburg · Oostvliet  
A6: De Monnik  
A9: Amstelveen · Hammerstein  
A12: Mollebos · De Heul · De Roode Haan  
A15: Zeekade · Kraaienbos · De Laar · Topsweerd · Groenendijk  
A16: Krabbenbosschen · Mastbos  
A17: Kapelberg  
A20: Aalkeet  
A27: Bosberg  
A28: Holkerveen · Nunspeet-Noord · Nunspeet-Zuid  
A50: Meilanden · Kabeljauw  
A58: Krabbenbosschen · Mastbos · Sloedam  
A59: Tollenaer · 't Vaerland  
A67: De Gender · De Blauwe Klei  
A79: Keelbos · Ravensbos  
A326: Rolenhof